# چک شماره ۶۵ جی‌بی
چک شماره ۶۵ جی‌بی (به انگلیسی: Chak No.65-GB Mukandpur) یک روستا در پاکستان است که در پنجاب واقع شده‌است. چک شماره ۶۵ جی‌بی ۲ کیلومتر مربع مساحت دارد.